# George Carter (cestista)
George Carter (Buffalo, 10 gennaio 1944 – Las Vegas, 18 novembre 2020) è stato un cestista statunitense, professionista nella NBA, nella ABA e in Francia.

## Carriera
Venne selezionato dai Detroit Pistons all'ottavo giro del Draft NBA 1967 (81ª scelta assoluta).

## Palmarès
- ABA All-Star Game: 1

1971
- Diciannovesimo miglior marcatore di sempre ABA
- Quindicesimo per numero di tiri liberi realizzati nella storia dell'ABA
- Trentunesimo migliore rimbalzista di sempre ABA
- Cinquantaquattresimo per numero di assist di sempre ABA
- Campionato francese: 1

ASVEL Lyon-Villeurbanne: 1976-77